# Dare I Say
Dare I Say è il secondo album del gruppo statunitense Hermano, pubblicato nel 2004 dalla Suburban Records. Dopo la pubblicazione di ...Only a Suggestion nel 2002, gli Hermano pubblicano il loro secondo album con una formazione largamente rimaneggiata. Mancano infatti il chitarrista Mike Callahan ed il batterista Steve Earle, che saranno sostituiti rispettivamente da Eric Belt e da Chris Leathers. Il disco vira verso direzioni più vicine al metal rispetto al precedente album, e i pezzi rappresentativi sono Cowboy Suck, My Boy (pezzo del quale è stato girato anche un videoclip), Let's Get It On e la finale Angry American.

## Tracce
1. Cowboy Suck – 3:46
2. Life – 4:16
3. Roll Over – 4:42
4. Brother Bjork – 5:13
5. Is This O.K.? – 5:26
6. Quite Fucked – 2:38
7. Murder One – 4:09
8. My Boy – 3:13
9. Let's Get It On – 3:24
10. On the Desert – 3:48
11. Angry American – 3:14

## Formazione
- John Garcia - voce
- David Angstrom - chitarra, cori
- Eric Belt - chitarra
- Dandy Brown - organo, basso, chitarra
- Chris Leathers - batteria